# Charles Bettelheim
Charles Bettlheim (Parigi, 20 novembre 1913 – Gentilly, 20 luglio 2006) è stato un economista e storico francese.
Fu il fondatore del "Centro per lo Studio dei Modi dell'Industrializzazione" (in francese, "Centre pour l'Étude des Modes d'Industrialisation", o CEMI) alla Sorbona, e consigliere economico di governi di numerosi paesi in via di sviluppo (nel periodo della decolonizzazione). Fu una personalità molto influente della Nuova Sinistra francese e venne considerato "uno dei marxisti più in vista nel mondo capitalista" (Le Monde, 4 aprile 1972), non solo in Francia ma anche in Spagna, Italia, America Latina e India.

## Biografia
Suo padre, Henri Bettelheim, era un austriaco viennese di origine ebraica, rappresentante di una  banca svizzera a Parigi, mentre sua madre era di origine francese. La famiglia lasciò la Francia dopo lo scoppio della prima guerra mondiale nel 1914, per trasferirsi prima in Svizzera e poi Egitto. Nel 1922, Charles Bettelheim tornò a Parigi con sua madre mentre suo padre, rimasto in Egitto, si suicidò.
Dopo la presa del potere di Hitler nel 1933, Bettelheim ruppe i legami con la sua famiglia e aderì prima ai "Giovani Comunisti" (Jeunesses communistes) e in seguito al Partito Comunista Francese. In aggiunta ai suoi studi di filosofia, sociologia, legge e psicologia, imparò anche il russo. Nel luglio del 1936 arrivò a Mosca con un visto turistico. Grazie alla padronanza della lingua ottenne un permesso di soggiorno per cinque mesi, durante i quali lavorò prima come guida turistica, più tardi con l'edizione francese del "Giornale di Mosca" e infine al Mosfil'm, studio cinematografico di Mosca, dove fu direttore di doppiaggio. Le sue esperienze durante il soggiorno moscovita, nella fase delle Grandi Purghe contro gli oppositori di Stalin, lo spinsero a mantenere una distanza critica dall'Unione Sovietica, senza abbandonare le sue convinzioni comuniste. Fu tuttavia espulso dal Partito Comunista per le sue critiche "calunniose". Nel 1937 sposò una giovane militante comunista, Lucette Beauvallet. Durante l'occupazione nazista della Francia, cooperò con i trotskisti francesi.
La sua scelta di dedicarsi all'economia non fu facile, dato che all'epoca era considerata una scienza minore; comunque avendo acquisito numerose conoscenze sull'Unione Sovietica e sulla pianificazione economica, Bettelheim poté colmare le sue lacune. Dopo la seconda guerra mondiale divenne un funzionario del Ministero del Lavoro in Francia. Nel 1948 entrò nella "Sesta Sezione" (Scienze Economiche e Sociali) della "École Pratique des Hautes Études" (EPHE), sezione che nel 1975 divenne un istituto autonomo, la "École des Hautes Études en Sciences Sociales" (EHESS), e che diresse fino al 1983.
Negli anni cinquanta, Bettelheim iniziò a lavorare come consigliere economico per i governi dei paesi del Terzo Mondo, quali quelli di Nasser in Egitto, di Nehru in India e di Ben Bella in Algeria, per i quali fu anche un portavoce.  Nel 1958 creò una base istituzionale per le sue ricerche fondando il CEMI (vedi sopra). Nel 1963 Che Guevara lo invitò a Cuba, dove partecipò a un "grande dibattito" sull'economia socialista.
Dal 1966 crebbe particolarmente l'interesse di Bettelheim per la Cina. Aiutò l'"Union des jeunesses Communistes (marxiste-leniniste)" ("Unione dei Giovani Comunisti (Marxisti-Leninisti)") - organizzazione maoista francese - fornendole una piattaforma teorica, senza entrarvi a farne parte direttamente. In qualità di presidente dell'"Associazione Amicizia Franco-Cinese"  ("Association des amitiés franco-chinoises"), visitò numerose volte la Repubblica Popolare Cinese, con lo scopo di studiare i nuovi metodi di sviluppo industriale creati dalla Rivoluzione Culturale. Dopo la morte di Mao Tse-Tung (1976), Bettelheim divenne molto critico nei confronti dei nuovi leader che gli successero (Hua Guofeng e Deng Xiaoping), poiché questi iniziarono ad abbandonare i principi maoisti rimpiazzandoli con una politica di modernizzazione che egli considerava reazionaria e autoritaria.
Dagli anni ottanta in poi, Bettelheim fu sempre meno al centro dell'attenzione, a seguito sia dei profondi mutamenti politici nel Terzo Mondo che del declino (poi fallimento) del socialismo reale in Europa, che rendeva obsoleto ogni dibattito sui paradigmi dello sviluppo nei paesi del sud del mondo, nella prospettiva di un'economia pianificata e indipendente dal mercato mondiale - alla quale aveva contribuito molto Bettelheim stesso.
Bettelheim visse a Parigi, ma non pubblicò nulla nei suoi ultimi anni (iniziò a scrivere un libro di memorie, rimasto incompiuto). Il suo principale allievo e compagno di lungo corso Bernard Chavance è tra i maggiori esponenti della cosiddetta Regulation theory. Tra coloro che furono influenzati dalle sue teorie vi è l'economista marxista italiano Gianfranco La Grassa.
Morì a Gentilly, alle porte di Parigi, il 20 luglio 2006 all'età di 92 anni.

## Pensiero
Nonostante le sue esperienze negative a Mosca, Bettelheim mantenne un giudizio favorevole verso il socialismo sovietico fino agli anni sessanta, guardando soprattutto agli obiettivi economici raggiunti dall'Unione Sovietica, che egli apprezzava sebbene da un punto di vista indipendente. Nel 1956 appoggiò la "destalinizzazione" inaugurata da Nikita Khrusciov al XX Congresso del Partito Comunista dell'Unione Sovietica, così come le riforme concepite dall'economista sovietico Evsei Liberman, che si basavano su una decentralizzazione delle decisioni prese nell'ambito della direzione della pianificazione.

### Dal dibattito cubano alla critica dell'economicismo
Nel dibattito cubano del '63, Bettelheim si oppose alle idee "volontariste" di Che Guevara, che voleva abolire il libero mercato e la produzione di merci attraverso un'industrializzazione molto rapida e centralizzata, che avrebbe determinato la nascita dell'"uomo nuovo" della società socialista. Bettelheim prese posizione contro questo piano - che anche Fidel Castro aveva sottoscritto: sia Guevara che Castro preferivano la monocultura dello zucchero come base dell'economia cubana, piuttosto che una più stretta analogia all'economia dell'URSS. Per Cuba, Bettelheim suggerì un'economia diversificata, basata sull'agricoltura, accompagnata da industrializzazione prudente, ampia pianificazione centrale e forme miste di proprietà con elementi di mercato - una strategia pragmatica e simile a quelle della nuova politica economica (NEP) portata avanti in Russia da Lenin nel 1922. In contrapposizione a Guevara, Bettelheim affermava (in linea con gli ultimi scritti di Stalin) che la "legge del valore" rappresentava obiettivi e istanze sociali che non potevano affermarsi tramite scelte volontaristiche, ma solo grazie a un processo di trasformazione sociale a lungo termine.
Da quel momento in poi furono evidenti le profonde differenze del pensiero politico di Bettelheim rispetto alla tradizione marxista, che considerava il socialismo il risultato "lo sviluppo della massima centralizzazione di tutte le forze della  produzione industriale". Per Bettelheim, il socialismo era un modello alternativo di sviluppo, un processo di trasformazione di istanze sociali. Ispirato dalla Rivoluzione Culturale cinese e dal pensiero di Mao Tse-Tung - e congiuntamente a un altro pensatore marxista quale il filosofo Louis Althusser - Bettelheim contrastava l'economicismo e il "primato dei mezzi di produzione" del marxismo tradizionale: contro l'idea che la trasformazione socialista dei rapporti sociali fosse un effetto necessario dello sviluppo delle forze produttive (liberando quei rapporti da esse, secondo l'ortodossia marxista, dato che la proprietà privata le domina nella società borghese), affermando la necessità di trasformare politicamente e attivamente le relazioni sociali. Nel suo libro Calcolo economico e forme di proprietà (Calcul économique et formes de proprieté), Bettelheim riformulò i problemi della transizione al socialismo, criticando il presupposto che le nazionalizzazioni e la proprietà statale dei mezzi di produzione siano già "socialisti" - poiché non è la forma legale di proprietà, ma la vera socializzazione della rete produttiva che caratterizza quella stessa transizione; il problema cruciale nella pianificazione socialista è la sostituzione della forma del "valore" con lo sviluppo di un metodo di misurazione che tenga conto dell'utilità sociale della produzione.

### L'esperienza cinese e l'analisi dell'URSS
In Cina, Bettelheim sentì di essere testimone di un grande processo di trasformazione. Più precisamente, notò che la Rivoluzione Culturale - che coinvolgeva la sovrastruttura politica, ideologica e culturale - aveva cambiato l'organizzazione industriale accompagnandola a un coinvolgimento generale dei lavoratori in tutte le decisioni, superando la divisione tra lavoro manuale e intellettuale. In questi anni, la Cina fu il punto di riferimento per una "scuola radicale di economia" neo-marxista rappresentata, oltre che da Bettelheim, da Paul Sweezy, Andre Gunder Frank, Samir Amin e altri che, contrastando le teorie della "modernizzazione", sosteneva che alla periferia del sistema capitalista globale, in paesi "sottosviluppati", lo sviluppo è possibile solo nelle condizioni in cui essi si liberino dei loro iniqui e asimmetrici legami con il mercato mondiale, dominato dai paesi imperialisti, per intraprendere un percorso differente ed autonomo. Questa teoria lasciava dunque una possibilità di demolire le fondamenta politiche del capitalismo per praticare un modello alternativo di sviluppo della produzione, che non avesse come scopo né l'accumulazione e il profitto, né il conseguimento di un benessere solo astratto, ma fosse piuttosto orientato - grazie a una giusta proporzione tra agricoltura e industria - verso un'economia che tenesse conto dei bisogni quotidiani degli individui.
Nel segno di questo approccio "maoista", Bettelheim cominciò la sua voluminosa opera sulla storia dell'Unione Sovietica: Le lotte di classe in URSS (1974-1982) (Les luttes de classes en URSS (1974-1982)), nella quale vengono esaminate le ragioni delle distorsioni del socialismo sovietico, il quale per Bettelheim non è altro che un "capitalismo di stato". Bettelheim rilevò inoltre che dopo la Rivoluzione d'ottobre i bolscevichi non erano riusciti a stabilizzare a lungo l'alleanza tra lavoratori e contadini poveri che in precedenza fu concepita e messa in atto da Lenin. Durante gli anni venti a essa si era sostituita invece un'alleanza fra lavoratori d'elite e intellettuali tecnologici contro i contadini, che portò alla collettivizzazione forzata dell'agricoltura nel 1928. L'ideologia "economicistica" (il "primato delle forze produttive"), nata con la socialdemocrazia e supportata dagli interessi dell'"aristocrazia operaia" e degli intellettuali progressisti, fu riadottata nei provvedimenti del Partito Bolscevico, agendo come legittimazione delle nuove elites tecnocratiche che stabilirono le stesse gerarchie, divisioni del lavoro e differenze sociali del capitalismo. Il miraggio "legale", secondo il quale la proprietà dello stato è definita "socialista", cela quindi una situazione di sfruttamento.
In conclusione, Bettelheim mise in dubbio il carattere socialista della Rivoluzione di Ottobre, interpretandolo come la conquista del potere da parte di un settore radicale dell'intellighenzia russa, che "confiscò" una rivoluzione popolare.
Infine, in relazione alla tesi dello "sviluppo" nel Terzo Mondo, possibile solo grazie a una rottura politica con l'imperialismo e con il mercato globale, la posizione di Bettelheim fu nettamente critica verso il ruolo internazionale dell'URSS, di cui considerava le politiche economiche solo un'altra variante dei modelli di accumulazione capitalistici.

### Il declino del blocco comunista
Quando nel 1978 in Cina, con la leadership di Deng Xiaoping, si mise fine alla strategia maoista di sviluppo autarchico per motivi di priorità politiche, con lo scopo di riaffermare il primato dell'economia e aprirsi al mercato mondiale, i paradigmi teorici dello sviluppo autonomo persero la forza delle loro convinzioni. Contemporaneamente, il marxismo vide ridurre progressivamente la sua influenza, specialmente in Francia, dove un'ondata di anticomunismo finì per screditare non solo l'ortodossia "veterocomunista", ma anche i marxisti critici come Bettelheim, che scegliendo di non rinunciare alle sue idee fu condannato a uscire di scena. Nel 1982 egli pubblicò anche i due volumi della terza parte di Le lotte di classe in URSS, dedicato ai "dominati" e ai "dominanti" dello stalinismo. Attualmente, l'India è il solo paese dove Bettelheim è ancora oggetto di discussione.

### Eredità
Sebbene il suo nome e il suo lavoro siano stati dimenticati, Charles Bettelheim ha comunque lasciato tracce. Il suo marxismo eterodosso contribuì a mettere in dubbio il "progressismo" e il "produttivismo", idee da sempre molto diffuse a sinistra, per costruire un pensiero "alternativo", che non solo diede origine all'idea di "emancipazione sociale dalla crescita industriale" come fine in se stesso, ma aspirava a inserire lo sviluppo produttivo in un contesto di coscienza sociale (in pratica, l'idea già elaborata da Karl Marx di mettere fine allo sfruttamento nel processo produttivo tramite una "conscia sottomissione" alla produzione per bisogni sociali). Bettelheim fu infine anche intermediario tra Socialismo ed Ecologia e, nel campo delle teorie economiche, le sue analisi - che distinguevano forme differenti di capitalismo - influenzarono la cosiddetta "Regulation school". Tra gli italiani, Gianfranco La Grassa è considerato il suo maggiore allievo.

## Pubblicazioni
- La planification soviétique. Rivière, 1945 (La pianificazione sovietica)
- L'économie allemande sous le nazisme, un aspect de la décadence du capitalisme. Rivière, 1946, Bibliothèque générale d'économie politique (L'economia tedesca sotto il nazismo, un aspetto della decadenza del capitalismo)
- Bilan de l'économie française (1919-1946). PUF, 1947 (Bilancio dell'economia francese (1919-1946))
- Esquisse d'un tableau économique de l'Europe. Domat, 1948 (Schizzo di un ritratto economico dell'Europa)
- L'économie soviétique. Sirey, 1950 (L'economia sovietica)
- Une ville française moyenne. Auxerre en 1950. Étude de structure sociale et urbaine (con Suzanne Frère). Colin, 1950, Cahiers de la fondation nationale des sciences politiques (Una città francese media. Auxerre nel 1950. Studio della struttura sociale e urbana)
- Modèles de croissance et développement économique. Tiers-Monde, tomo I, nos. 1-2, 1960 (Modelli di crescita e sviluppo economico)
- L'Inde indépendante. Colin, 1962 (L'India indipendente)
- Planification et croissance accélérée. Maspero, 1965, Collection Économie et socialisme (Pianificazione e crescita accelerata)
- La transition vers l'économie socialiste. Maspero, 1968 (La transizione verso l'economia socialista)
- Problèmes théoriques et pratiques de la planification. Maspero, 1970 (Problemi teorici e pratici della pianificazione)
- Calcul économique et formes de propriété. Maspero, 1971 (Calcolo economico e forme di proprietà)
- Révolution culturelle et organisation industrielle en Chine. Maspero, 1973 (Rivoluzione culturale e organizzazione industriale in Cina)
- Les luttes de classes en URSS – Première période, 1917-1923. Seuil/Maspero, 1974 (Le lotte di classe in URSS – Primo periodo, 1917-1923)
- Les luttes de classes en URSS – Deuxième période, 1923-1930. Seuil/Maspero, 1977 (Le lotte di classe in URSS –Secondo periodo, 1923-1930)
- Questions sur la Chine, après la mort de Mao Tsé-toung. Maspero, 1978, Collection Économie et socialisme (Domande sulla Cina, dopo la morte di Mao Tse-Tung)
- Les luttes de classes en URSS – Troisième période, 1930-1941. Tome I: Les dominés, tome II: Les dominants. Seuil/Maspero, 1982 (Le lotte di classe in URSS – Terzo periodo, 1930-1941.  Vol. I:  "I dominati", Vol. II: "I dominati")
- La pensée marxienne à l'épreuve de l'histoire, intervista in Les Temps modernes, nº 472, 1985 (Il pensiero marxiano alla prova della storia)
- La pertinence des concepts marxiens de classe et lutte de classes pour analyser la société soviétique, da Marx en perspective, Éditions de l'EHESS, 1985 (La pertinenza dei concetti marxiani di classe e lotta di classe per l'analisi della società sovietica)